# Santiago Orgaz
Santiago Orgaz Fernández, conosciuto calcisticamente come Verde (Madrid, 10 novembre 1928 – Madrid, 20 marzo 2014), è stato un calciatore spagnolo.

## Carriera
In attività giocava come difensore. Con l'Atlético Madrid disputò esattamente 100 partite.